# TW Южной Рыбы
TW Южной Рыбы (лат. TW Piscis Austrini) или Фомальгаут B — переменная звезда, которая находится в созвездии Южная Рыба на расстоянии около 24,9 светового года от Солнца.

## Характеристики
TW Южной Рыбы представляет собой оранжевый карлик спектрального класса K4 главной последовательности. Её масса и диаметр равны 0,81 и 0,76 солнечных соответственно. Температура поверхности звезды составляет приблизительно 4780 градусов по Кельвину. TW Южной Рыбы является переменной звездой типа BY Дракона. Это довольно молодая звезда по астрономическим меркам: её возраст оценивается приблизительно в 200 миллионов лет.

### Звёздная система
Согласно последним работам астрономов выяснилось, что TW Южной Рыбы (Фомальгаут B), Фомальгаут A и красный карлик спектрального класса M4 V LP 876-10 (Фомальгаут C) входят в состав широкой тройной звёздной системы. Расстояние от TW Южной Рыбы до Фомальгаута составляет 0,9 св. года, до LP 876-10 — 3,2 светового года (0,987 пк). На небе гипотетической планеты, обращающейся вокруг звезды TW Южной Рыбы, Фомальгаут A, имеющий абсолютную звёздную величину 1,73m, с расстояния 0,9 св. года имел бы видимый блеск примерно −6m.

## Ближайшее окружение звезды
Следующие звёздные системы находятся на расстоянии в пределах 10 световых лет от системы TW Южной Рыбы:
| Звезда     | Спектральный класс  | Расстояние, св. лет |
| Фомальгаут | A3 V                | 0,9                 |
| LP 876-10  | M4 V                | 3,2                 |
| Глизе 884  | K5 V                | 4,4                 |
| FK Водолея | M0-2 Ve / ? / M4 Ve | 6,3                 |
| GJ 915     | DA5 /VII            | 7,3                 |
| GJ 4274    | M4,5 V              | 7,4                 |
| GJ 2005    | M5,5 V              | 8,4                 |
| LTT 20     | M3,5 V              | 9,8                 |
| GJ 4248    | M3,5 V              | 10,0                |